# Bahnhof Bremen-Vegesack
Der Bahnhof Bremen-Vegesack ist ein Kopfbahnhof in Bremen-Vegesack, der 1862 gebaut wurde. 
Das Ensemble mit Empfangsgebäude, Bahnsteigüberdachung und dem Güterbahnhofsgebäude stehen seit 2022 unter Bremischem Denkmalschutz.

## Geschichte

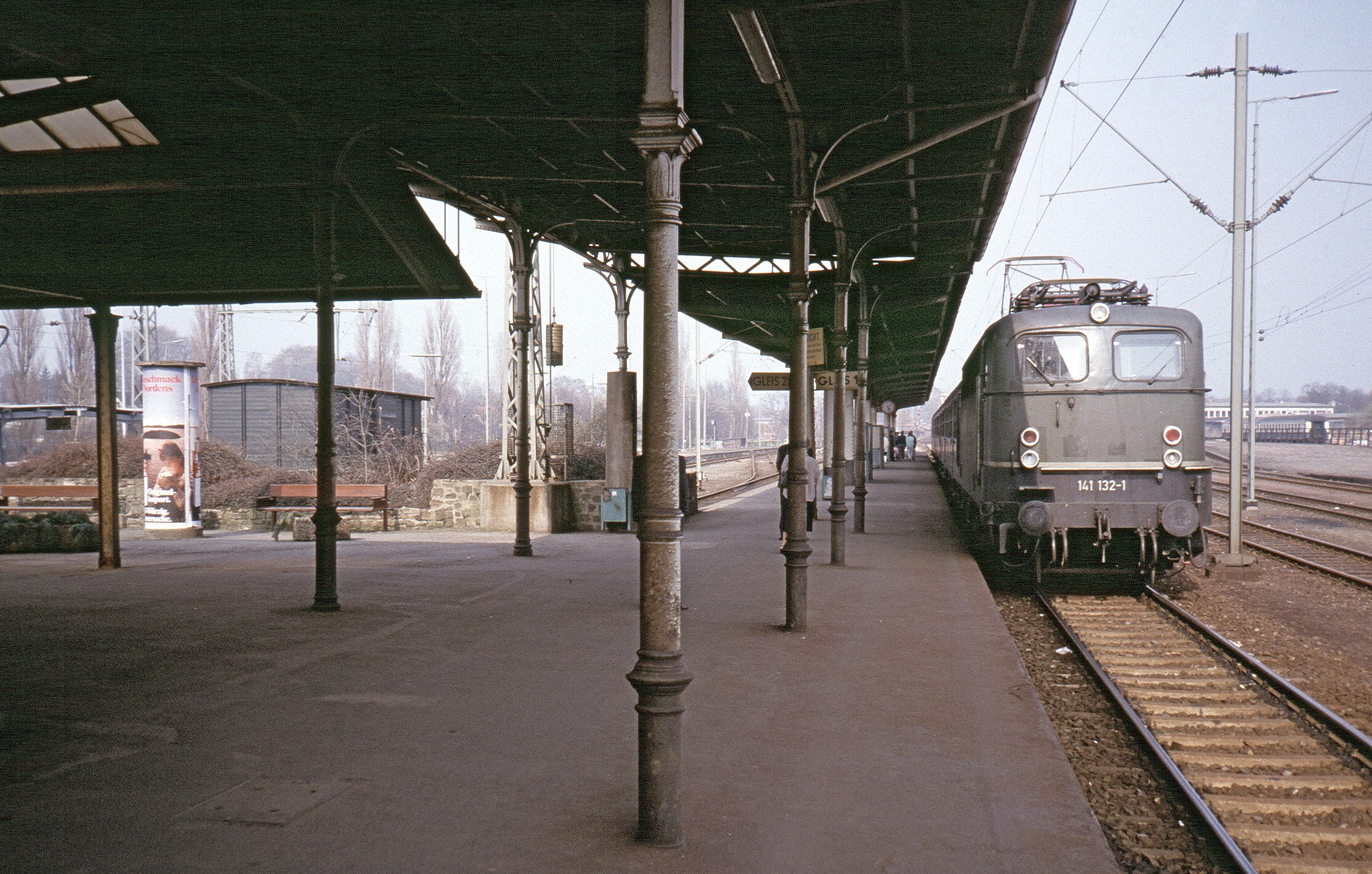
Nahverkehrszug mit einer Elektrolokomotive der Baureihe E 41 auf Gleis 1 (1987)

Die Bahnstrecke Bremen-Burg–Bremen-Vegesack wurde 1862 eröffnet. In Vegesack erfolgte 1888/1889 der Anschluss der Strecke nach Farge. 
Empfangsgebäude: Das verklinkerte historisierende massive Bahnhofsempfangsgebäude stammt von 1862 und besteht aus zwei zweigeschossige Kopfbauten und einen dazwischenliegenden, niedrigeren Mittelteil.

Der Haupteingang des Empfangsgebäudes befand sich bei der Eröffnung 1862 auf der Westseite des Mittelteils; er wurde später um eine Fensterachse verschoben. Von 1862 bis 1939 hieß der Bahnhof Grohn-Vegesack. 1914 und 1925 gab es Erweiterungen der Bauanlagen. Der Zugang erfolgte nun zum ehemaligen Schalterbereich über den Anbau am nördlichen Kopfbau.

Ein weiterer Anbau im Norden des Kopfbaus diente vermutlich der Gepäckabfertigung. Im südlichen Kopfbau waren in beiden Geschossen die Dienstwohnungen. Im Inneren des Mittelteils und des nördlichen Kopfbaus waren früher der Abfertigungs- und Schalterbereich sowie die Warteräume. Im Eingangsanbau zum Bahnhofsvorplatz sowie im früheren Schalterbereich ist eine repräsentative Wandgestaltung von 1920 mit Fliesen und Reliefs aus der Grohner Fliesenfabrik erhalten, mit maritimen, floralen und ländlichen Motiven.
Bahnsteigüberdachungen stehen an der Südost- und Nordostseite des Empfangsgebäudes sowie auf dem nördlichen Doppelbahnsteig: 

Die Überdachung an der Südostseite von 1862 besteht aus Eisengussstützen mit aufwendig verzierten Kapitellen, mit filigranem, genietetem Eisenfachwerk und mit Aussteifung ihrer Stützenzwickel durch eiserne Ringe.

Die Schmetterlingsdächer von 1925 werden von genieteten Mittelstützen getragen. Diese Form wurde ab Anfang des 20. Jahrhunderts gebaut.
 
Die Überdachung des Zwischenraums an der Nordostseite des Empfangsgebäudes ist eine genietete Tragwerkskonstruktion aus Stahlfachwerk, die vermutlich gleichzeitig mit der nördlichen Doppelbahnsteig-Überdachung entstanden ist.
Güterbahnhof: Das Gebäude des ehemaligen Güterbahnhofes aus dem späten 19. Jahrhundert steht auf der gegenüberliegenden Seite des Empfangsgebäudes zwischen den Gleisanlagen und der heutigen Hermann-Fortmann-Straße. Das zweigeschossige lange Gebäude mit Satteldach wurde 2010 umgebaut. Die dabei erhaltene hölzernen Rampenüberdachung wird über Streben mittels Konsolen am Mauerwerk abgefangen.

Das Gebäude beherbergt seit 1993 den Kulturbahnhof Bremen-Nord (kuba). Dieser wird für diverse Veranstaltungen genutzt und vom Kulturbüro Bremen-Nord betrieben.
Platz: Der Vegesacker Bahnhofsplatz wurde nach 2014 umgestaltet und dabei die glasüberdachten Wartezonen abgebaut.

## Verkehr
Von 1961 bis 2007 ruhte der Personenverkehr nach Farge. Seit 2011 bestehen durchgehende Zugverbindungen zwischen Bremen Hauptbahnhof und Farge durch die Linie RS 1 der Regio-S-Bahn Bremen/Niedersachsen.
| Linie | Verlauf | Takt                                                                                  |
| ----- | --- | ------------------------------------------------------------------------------------- |
| RS 1  | Bremen-Farge – Bremen Turnerstraße – Bremen Kreinsloger – Bremen Mühlenstraße – Bremen-Blumenthal – Bremen Klinikum Nord/Beckedorf – Bremen-Aumund – Bremen-Vegesack – Bremen-Schönebeck – Bremen-St. Magnus – Bremen-Lesum – Bremen-Burg – Bremen-Oslebshausen – Bremen-Walle – Bremen Hbf – Bremen-Sebaldsbrück – Bremen-Mahndorf – Achim – Baden (Kr Verden) – Etelsen – Langwedel – Verden (Aller) Stand: Fahrplanwechsel Dezember 2023 | 30 min 15 min (Vegesack–Bremen Hbf werktags) 60 min (Bremen Hbf–Verden am Wochenende) |

Vom Bahnhofsplatz fahren die Buslinien 90 (Gröpelingen–Neuenkirchen), 91 und 92 (Gröpelingen–Rönnebeck), 94 (Gröpelingen–Bockhorn (oder Betriebshof Blumenthal)) und 98 (Bf Vegesack–Hammersbeck) sowie N7 (Hauptbahnhof–Neuenkirchen) und N8 (Bf Vegesack–Schwanewede) und 677 (Vegesack–Uthlede) sowie N61 (Vegesack–Hagen).

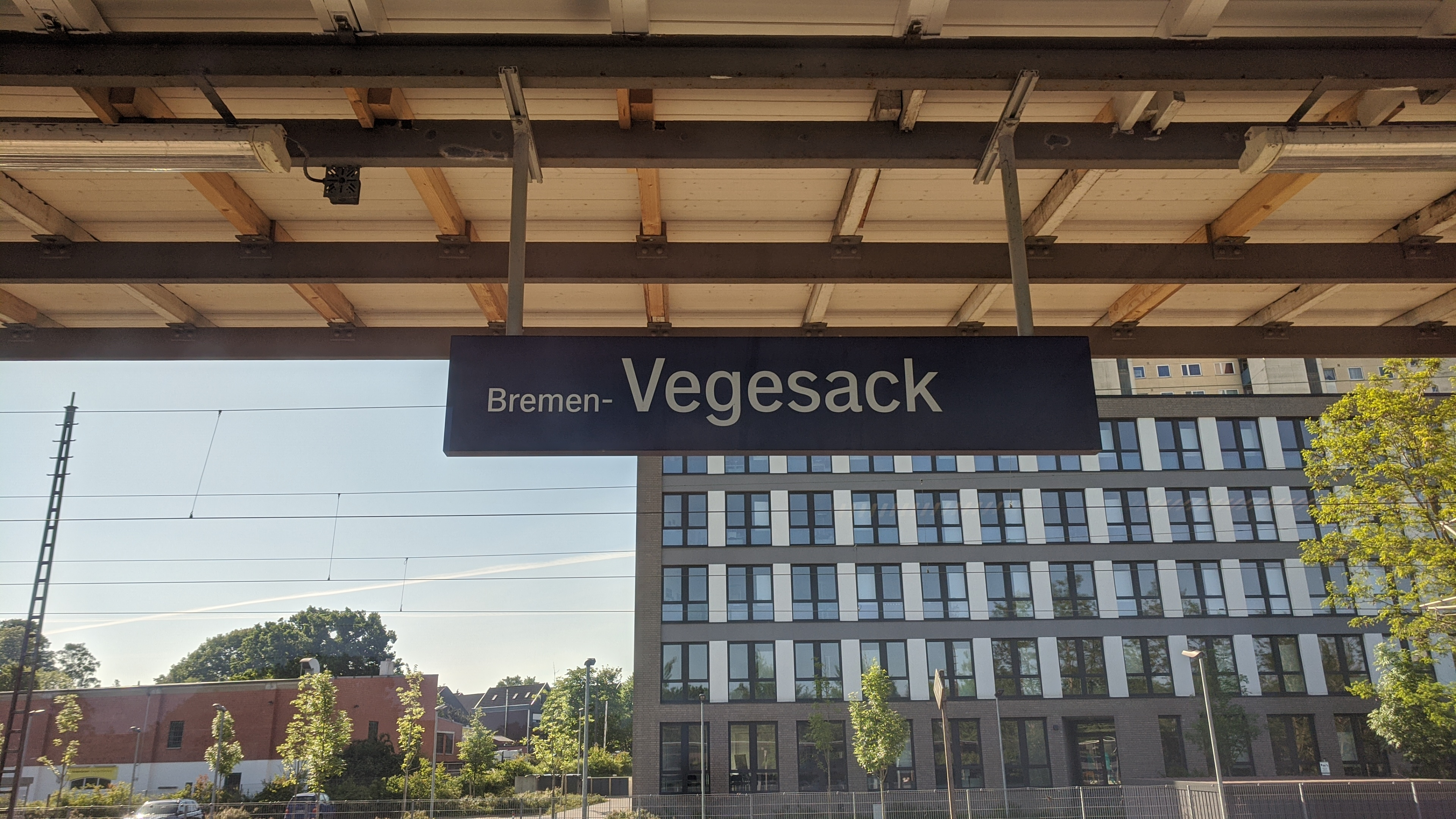
Bahnhofsschild
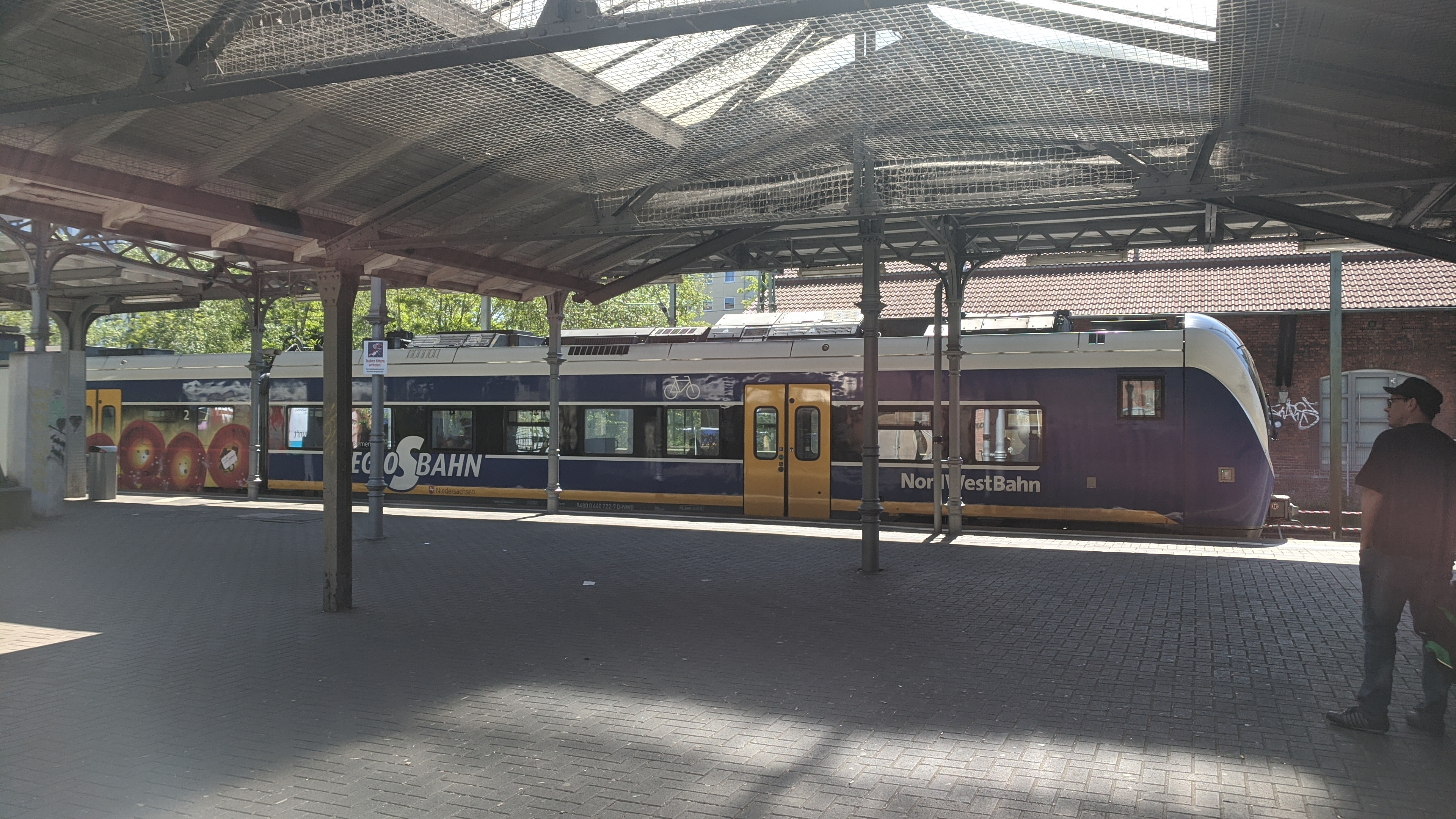
Gleis 1
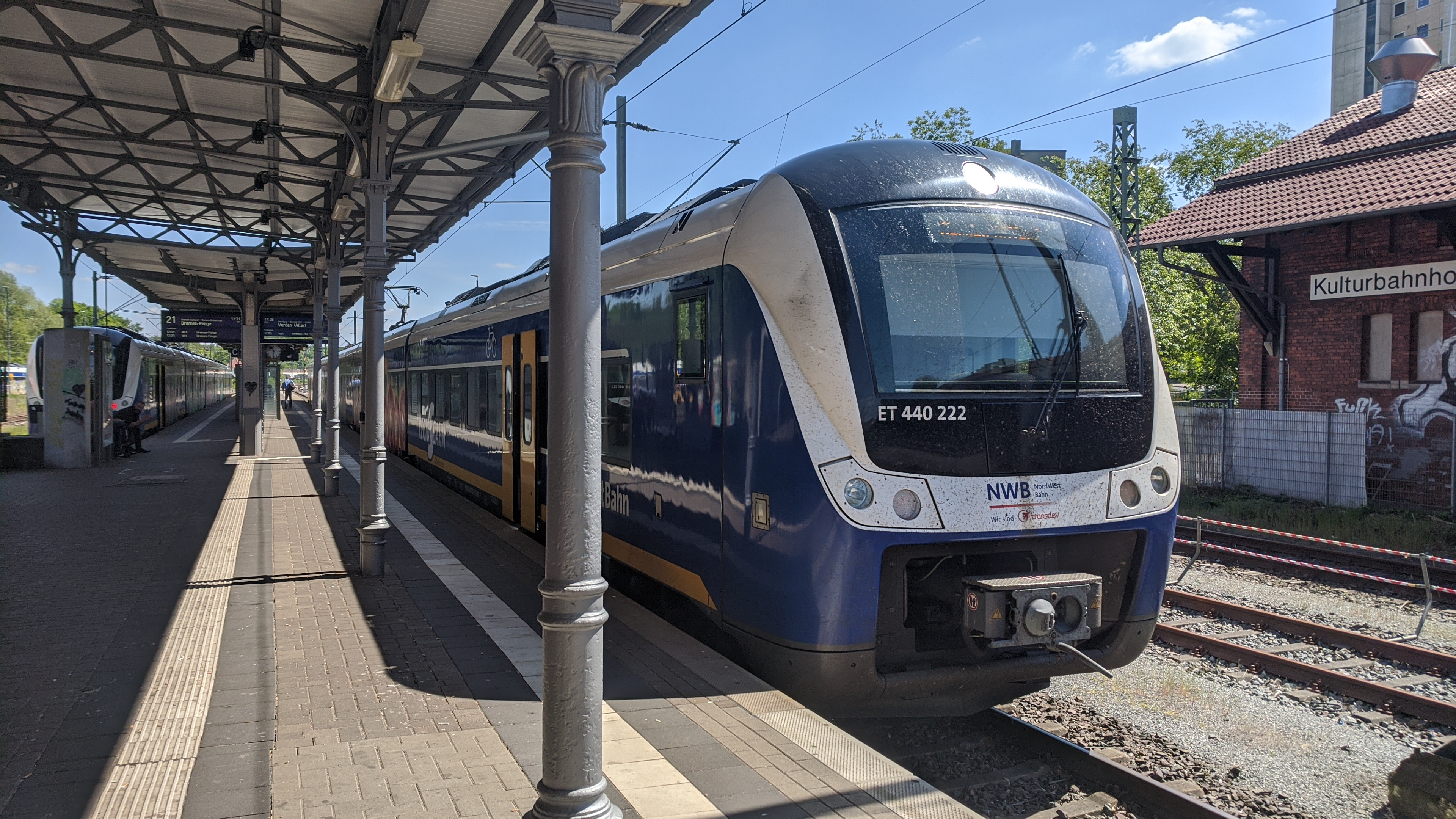
Zug der Regio-S-Bahn
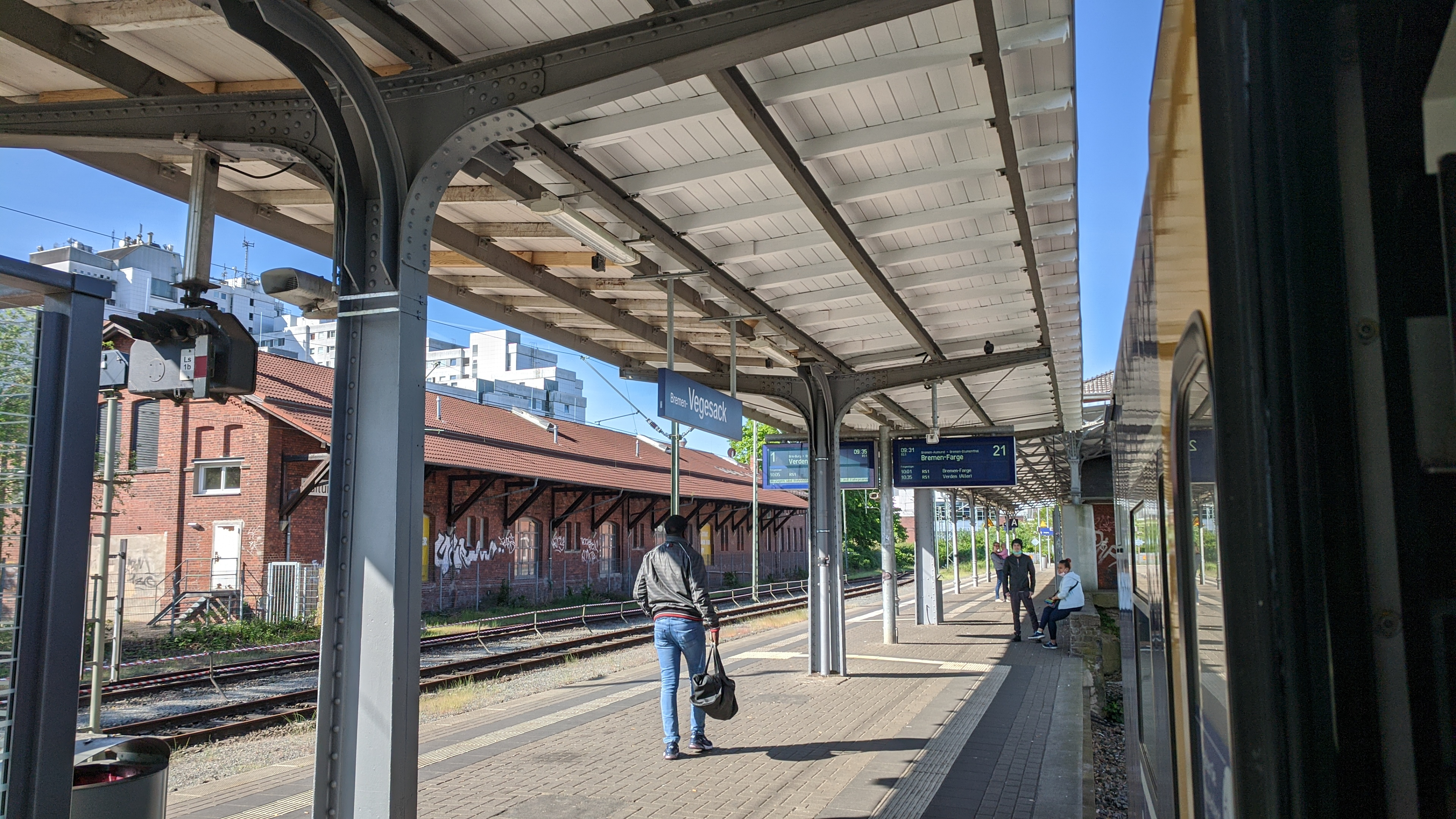
Bahnsteig, 2020